# Гроссо, Рамон
Рамо́н Море́но Гро́ссо (исп. Ramón Moreno Grosso; 8 декабря 1943, Мадрид — 13 января 2002, там же) — испанский футболист, нападающий. Выступал за сборную Испании.

## Биография
Родился в Мадриде. В возрасте 15 лет попал в систему подготовки футболистов «Реал Мадрид». Проведя по обмену четыре месяца в «Атлетико Мадрид», зарекомендовал себя как ключевой игрок атаки и помог команде избежать вылета из высшего дивизиона. Затем вернулся в «Реал» и играл за клуб следующие 12 лет.
Хотя в команде играли такие футболисты как Амансио, Пако Хенто и Ференц Пушкаш, Гроссо сумел стать лучшим бомбардиром «Реала» в первые два сезона, забив 17 мячей в 28 играх 1964/65 и 11 мячей в 29 играх в 1965/66 годах. 23 сентября 1964 года дебютировал в Кубке европейских чемпионов, когда «Реал» на выезде победил датский «Б-1909» со счётом 5:2.
В последующие годы Гроссо играл на разных позициях, в том числе в качестве голкипера в турнире «Trofeo Ramón de Carranza» против клуба «Бока Хуниорс». За роль лидера команды получил прозвище Obrero (что в переводе означает «трудяга»). Покинул «Реал» в июне 1976 в возрасте 32 лет, вскоре завершив карьеру игрока.
Следующие десятилетия Гроссо работал в «Реале» в качестве тренера: сначала руководил «молодёжкой», провёл два сезона в Сегунде как главный тренер «Кастильи» (24 игры в сезоне 1986/87 и один матч в сезоне 1996/97, после чего клуб вылетел в третий дивизион), и наконец получил должность помощника тренера в основной команде. 24 марта 1991 года, после отставки Альфредо Ди Стефано и до назначения Радомира Антича, в качестве временно исполняющего обязанности главного тренера привёл команду к ничьей 1:1 в домашней встрече против «Реал Овьедо».

### Международные выступления
Гроссо 14 раз за три года выходил на поле в составе сборной Испании. Дебютный матч на международной арене состоялся 1 февраля 1967 года, когда команда разошлась миром со сборной Турции на стадионе «Али Сами Ен» в отборочном матче «Евро-68». В следующей встрече команд Гроссо забил гол, внеся вклад в победу «красной фурии» со счётом 2:0 в Бильбао.

### Смерть
После долгой борьбы с раковым заболеванием, Гроссо скончался 13 февраля 2002 года в Мадриде в возрасте 58 лет. У него осталась вдова Ампаро и пятеро детей, включая старшую дочь Марию-Анхелу, жену игрока «Реала» Франсиско (Пако) Льоренте. Внук Гроссо, Маркос Льоренте тоже стал футболистом и в настоящее время играет за «Атлетико Мадрид».

## Достижения
«Реал Мадрид»
- Чемпион Испании (7): 1964/65, 1966/67, 1967/68, 1968/69, 1971/72, 1974/75, 1975/76
- Обладатель Кубка европейских чемпионов: 1965/66
- Обладатель Кубка Генералиссимуса (3): 1969/70, 1973/74, 1974/75.